# ATSE Waagner Biro Graz
L' ATSE Waagner Biro Graz est un club de handball basé à Graz en Autriche.

## Palmarès
- Championnat d'Autriche (6) : 1982, 1983, 1984, 1986, 1987, 1990